# Sân bay Van Ferit Melen
Sân bay Van Ferit Melen (IATA: VAN, ICAO: LTCI) là một sân bay ở Van, thành phố vùng phía đông của Thổ Nhĩ Kỳ. Sân bay này được đặt tên theo nhà chính trị, cựu thủ thủ tướng Ferit Melen (1906-1988).

## Các hãng hàng không và các tuyến điểm
- Atlasjet (Istanbul-Atatürk)
- Pegasus Airlines (Ankara, Istanbul-Sabiha Gökçen)
  - Pegasus Airlines operated by Izair (İzmir)
- Turkish Airlines (Ankara, Istanbul-Atatürk, Istanbul-Sabiha Gökçen)
  - Turkish Airlines operated by SunExpress (Antalya, İzmir)